# 広島六大学学生軟式野球連盟
広島六大学学生軟式野球連盟（ひろしまろくだいがくがくせいなんしきやきゅうれんめい）は、広島にある大学軟式野球部が加盟している軟式野球競技団体。全日本学生軟式野球連盟の傘下団体。

## 概要
広島大学、広島県立大学、広島修道大学、広島経済大学、広島工業大学、広島国際学院大学に、2000年に広島国際大学が加盟して、7大学構成で春秋のリーグ戦を行っていた。2012年に尾道市立大学、県立広島大学三原キャンパスが加盟し、8校10チームでリーグ戦を行い、春秋リーグはグループリーグ制をとっている。

## 歴代順位
※判明分のみ（広大→広島大学、広経→広島経済大学、広工→広島工業大学、修道→広島修道大学、広電→広島電気大学、国院→広島国際学院大学、県大→広島県立大学）
- 1980年　春季　広大
- 1980年　秋季　広大
- 1981年　春季　広大
- 1981年　秋季　広大
- 1982年　春季　広大
- 1982年　秋季　広大
- 1983年　春季　広大
- 1983年　秋季　広大
- 1984年　春季　広経
- 1984年　秋季　広経、広工
- 1985年　春季　広経、
- 1985年　秋季　広工、広大
- 1986年　春季　修道
- 1986年　秋季　修道、広大
- 1987年　春季　広大
- 1987年　秋季　広大、広工
- 1988年　春季　広大
- 1988年　秋季　広工、修道
- 1989年　春季　広大
- 1989年　秋季　修道、広大
- 1990年　春季　修道
- 1990年　秋季　広経、広大
- 1991年　春季　広大
- 1991年　秋季　修道、広経
- 1992年　春季　広大
- 1992年　秋季　広経、広大
- 1993年　春季　県大
- 1993年　秋季　広経、県大、広大
- 1994年　春季　広大
- 1994年　秋季　広工、広経、県大
- 1995年　春季　広経
- 1995年　秋季　広経、広工、広大
- 1996年　春季　広工
- 1996年　秋季　広経、広大、修道
- 1997年　春季　広電
- 1997年　秋季　県大、広大、広工
- 1998年　春季　広工
- 1998年　秋季　広大、広工、修道
- 1999年　春季　広大
- 1999年　秋季　広工、広工、修道
- 2000年　春季　広工
- 2000年　秋季　広工、県大、広大
- 2001年　春季　広工
- 2001年　秋季　広工、広大、県大
- 2002年　春季　広経
- 2002年　秋季　広大、広工、県大
- 2003年　春季　広大
- 2003年　秋季　国院、広大、広経
- 2004年　春季　広工
- 2004年　秋季　県大、国院、広大
- 2005年　春季　国院
- 2005年　秋季　国院、広経、広工

※略称表記の指針については以下を参照下さい。